# Pierre qui Tourne (Morancez)
La Pierre qui Tourne est un dolmen situé à Morancez dans le département français d'Eure-et-Loir.

## Historique
Le dolmen est mentionné en 1864 par Boisvillette dans ses Statistiques Archéologiques d'Eure-et-Loir. Menacé par la construction d'un lotissement en 1982, il est inscrit au titre des monuments historiques par arrêté du 22 septembre 1983.

## Description
Le dolmen est ruiné. Il se compose d'une table de couverture en grès sparnacien de 6,50 m de long sur 3,50 m de large et 1 m d'épaisseur, d'un orthostate et d'un gros fragment de table.